# Тормис, Вельо Рихович
Ве́льо Рихович То́рмис (эст. Veljo Tormis; 7 августа 1930, деревня Ару, волость Куусалу, уезд Харьюмаа, Эстония — 21 января 2017, Таллин, Эстония) — эстонский, советский композитор, фольклорист, музыкальный этнограф (собиратель народного творчества финно-угорских народов), педагог. Представитель «новой фольклорной волны». Народный артист СССР (1987), лауреат Государственной премии СССР (1974).

## Биография
Родился 7 августа 1930 в местечке Кырвеая деревни Ару волости Куусалу (по другим источникам — в посёлке Куусалу), близ Таллина (Эстония).
В 1937—1942 годах жил в Киви-Вигала, где его отец служил органистом в деревенской церкви. Благодаря этому рано начал играть на органе, подбирал хоралы.
В 1942—1943 годах брал частные уроки игры на органе у А. Топмана, в 1943 году поступил в его же органный класс Таллинской консерватории (ныне Эстонская академия музыки и театра), затем учился у С. Крулля. В 1944 году переместившиеся на территорию Эстонии военные действия и болезнь на некоторое время прервали его обучение, которое возобновилось уже в послевоенные годы в органном классе Э. Арро (1944—1947). В 1949 году вновь поступил в консерваторию, теперь уже в класс композиции В. Каппа.
Первые произведения, преимущественно хоровые, были созданы им в 1947—1948 годах. В 1951—1956 годах учился в Московской консерватории по классу композиции у В. Я. Шебалина, занимался оркестровкой у Ю. А. Фортунатова, которому в дальнейшем посвятил известный цикл «Осенние пейзажи» (1964).
В 1956—1960 годах преподавал в Таллинском музыкальном училище, в 1962—1966 годах вёл класс сочинения в средней специальной музыкальной школе при Таллинской консерватории. Профессор Эстонской академии музыки и театра. С 1997 года — профессор гуманитарных наук Тартуского университета.
Член Союза композиторов Эстонской ССР с 1956 года. В 1956—1969 годах — консультант, в 1974—1989 годах — первый заместитель председателя правления Союза композиторов Эстонской ССР. Член Союза кинематографистов Эстонской ССР.
С 1969 года полностью посвятил себя композиции. Внёс значительный вклад в развитие современной хоровой музыки. Собиратель и исследователь музыкально-поэтического фольклора финно-угорских народов, черпал в них материал для своих произведений. Музыковед Левон Акопян писал о его творчестве: «Сочинял преимущественно хоровую музыку a cappella или с эпизодическим использованием инструментов на фольклорные и традиционные эпические тексты (как собственно эстонские, так и смежных этнических групп) и на слова эстонских поэтов. Подобно Свиридову придерживался максимально ясной и естественной декламации и подчёркнуто простого диатонического языка с гармониями, производными от структуры мелодий, виртуозно владел искусством хоровой „инструментовки“ и часто объединял отдельные небольшие композиции в целостные циклы, аналогичные свиридовским „поэмам“».
Произведения композитора исполняют ведущие коллективы Эстонии, среди них: Национальная опера «Эстония», театр «Ванемуйне», Эстонский национальный мужской хор, Камерный хор Эстонской филармонии, Таллинский камерный хор, хор Эстонского телевидения и радио, ряд студенческих и молодёжных хоров, а также хоры Финляндии, Швеции, Венгрии, Чехословакии, Болгарии, Германии. В 2007 году фестиваль «Дни эстонской музыки» начинался и заканчивался произведениями композитора.
Скончался 21 января 2017 года в Таллине. По его воле, тело было кремировано в часовне кладбища Пярнамяэ в Таллине 28 января 2017 года при очень близком круге родственников. Прах развеян на его родине.
Вошёл в составленный в 1999 году по результатам письменного и онлайн-голосования список 100 великих деятелей Эстонии XX века.

### Семья
- Жена (с 1951) — Лее Руммо, дочь писателя и политика П. Руммо и сестра поэта П.-Э. Руммо.

## Награды и звания
- Заслуженный деятель искусств Эстонской ССР (1967)
- Народный артист Эстонской ССР (1975)
- Народный артист СССР (1987)
- Государственная премия СССР (1974) — за произведения для хоров «Слова Ленина», «Баллада о Маарьянмаа», «Заклятие железа»
- Государственная премия Эстонской ССР (1970) — за 5 вокальных циклов для смешанного хора «Эстонские календарные песни»
- Государственная премия Эстонской ССР (1972) — за музыку к фильму «Весна»
- Государственная премия Эстонии по культуре (1995)
- Государственная премия Эстонии по культуре (2002) — за жизненные заслуги
- Государственная премия Эстонии по культуре (2005) — за постановку «Эстонских баллад» (совм. с Т. Кальюсте, П. Ялакасом, А. Сузуки, Э. Тармо и Р. Аусом)
- Орден Дружбы народов (1980)
- Орден Государственного герба 3 класса (1996)[9]
- Орден Государственного герба 1 класса (2010)[10]
- Командор ордена Трёх звёзд (2005, Латвия)[11]
- Ежегодная музыкальная премия Эстонской ССР (1980, 1986)
- Премия Фонда Г. Эрнесакса (хоровая музыка) (1993)
- Премия Национального фонда культуры Эстонии (1998) — за жизненные заслуги
- Кавалер герба Таллинна (2000)
- Премия Балтийской ассамблеи в области искусства (2000)
- Премия «эстонской мысли» («Rahvusmõtte») Тартуского университета (2005)
- Музыкальная премия Музыкального совета Эстонии (2009)
- Премия школьного музыкального фонда Рихо Пятса (2010)
- Премия Таллинского кинофестиваля «Тёмные ночи» (2015) — за жизненные заслуги
- Премия Министерства иностранных дел Эстонии в области культуры (2016)[12]
- Почётный гражданин волости Куусалу (1991)
- Почётный гражданин волости Вигала (2006).

## Творчество
В творчестве композитора переплетаются архаика рунических песен и современные приёмы симфонической композиции. По словам Георгия Свиридова:
В Эстонии сформировался художник исключительно большого масштаба, сумевший поднять глубочайшие пласты народной музыки эстонцев, ливов, народа сету и др. Он оживил древние руны, внёс бесценный вклад в музыкальную культуру эстонцев и, тем самым, в мировую культуру.

### Список сочинений (выборка)
- опера — «Лебединый полет» (1965)
- кантата-балет — «Эстонские баллады» (1980)
- для симфонического оркестра — увертюры: I (1956), II (1959), Маленькая симфония (1961), сюиты: из музыки к спектаклю «Океан» А. П. Штейна (1961), из оперы «Лебединый полет» (1971), из музыки к фильму «Весна» (1973)
- для фортепиано — Три прелюдии и фуги (1958)
- для голоса и фортепиано — Четыре эскиза («Времена года», сл. Ю. Лийва, 1955), «Грустные минуты» (сл. М. Нурме, 1958), «Три цветка» (сл. Ю. Лийва, 1960), Пять песен для малышей (сл. эст. поэтов, 1961), «Звезды» (сл. А. Суумана, 1963), Десять хайку (сл. Я. Каплинского, 1966), Шесть p а — Кихнуские свадебные песни (сл. нар., 1969), Четыре эстонские народные повествовательные песни (сл. нар., 1970), Два эстонские народные песни (сл. нар., 1974)
- сценическая композиция из старинных рунных песен «Женские баллады» (1977).

#### Хоровая музыка
- для хора — «Кихнуские свадебные песни» для сопрано, 4-х или 5-ти альтов и смешанного хора (сл. нар., 1959), Три песни из эпоса (сл. из эпоса «Калевипоэг», 1960), «Угловатая песня» (сл. М. Траата, 1962), «Три прекрасных слова было у меня» (с флейтой, сл. П.-Э. Руммо, 1962), кантаты: «День рождения Родины» (сл. П.-Э. Руммо, 1963), «Голоса пастушеского детства Таммсааре» (1977), «Начало песни» (сл. X. Руннеля, 1968), «Песня ровной земли» (сл. П.-Э. Руммо, 1963), «Песня о единстве» (сл. П.-Э. Руммо, 1963), Три песни (сл. П.-Э. Руммо, 1963), «Осенние пейзажи» (1964), «Песни Гамлета» (сл. П.-Э. Руммо, 1965), «Мужские песни» (цикл обр., сл. нар. в обр. П.-Э. Руммо, 1965), «Эстонские календарные песни» (пять вокальных циклов для смешанного хора, сл. нар., 1966—1967), «Ветер небес» (сл. В. Луйк, 1966), «Картинки природы» (четыре цикла, сл. Я. Каплинского, А. Суумана, В. Луйк, А. Эхина, 1966—1968), «Баллада про Маарьямаа» (сл. Я. Каплинского, 1968), «Наши тени» (сл. Я. Каплинского, 1969), «Побег рекрута с таллинского Вышгорода» (сл. нар., 1969), «За хатой озеро» (сл. К. Мерилаас, 1969), цикл «Наследство ливов» (сл. нар., 1970), Этюды в ладах (дет., сл. нар., 1970), «Водские свадебные песни» (сл. нар., 1971), Три эстонские народные песни (сл. нар., 1971), «Деревенские песни» (сл. нар., 1972), 13 эстонских лирических народных песен (сл. нар., 1972), «Слова Ленина» (на тексты из произведений В. И. Ленина, 1972), «Ох, я маленький мужичок» (дет., сл. нар., 1972), «Песне нет конца» (сл. нар., 1973), баллада «Воспоминание времен чумы» (сл. Я. Каплинского, 1973), «Материнские песни» (сл. нар., 1973), «Литания богу Грома» (сл. А. Каалепа, 1974), «Ижорский эпос» (слова народные, 1975), «Северорусская былина» (слова народные, 1976), «Ингерманландские вечера» (слова народные, 1979), «Латышские бурдонные песни» (1982), «Вепсские тропы» (1983), «Картинки из прошлого острова Вормси» (1983), «Болгарский триптих» (1978), «XVII песнь Калевалы» (1985)
- для сопрано, альта и смешанного хора — Три эстонские игровые песни (сл. нар., 1972)
- для хора, органа и литавр — торжественная поэма «День мира» (сл. М. Кесамаа, 1960)
- для солистов, хора и симфонического оркестра — кантата «Калевипоэг» (сл. из эпоса, 1956)
- для солиста, хора и симфонического оркестра — Кантата к празднику народного танца 1970 года (сл. М. Рауда, 1970)
- для хора и симфонического оркестра — кантата «Ванемуйне» (сл. из эстонского эпоса «Калевипоэг», 1967), «Солнце, море, земля» (сл. M. Рауда, 1970), «Песнь о радости» (сл. Э. Ветемаа, 1974), Кантата к празднику народного танца 1975 года (сл. Э. Ветемаа, 1974)
- для хора и духового оркестра — кантата «Война в Махтра» (сл. П.-Э. Руммо, 1958)
- для хора, органа и ударных инструментов — ода «Певец» (сл. К. Я. Петерсона, 1974)
- для солистов, хора и шаманского бубна — «Заклятие железа» (сл. из эпоса «Калевала» в обр. А. Анниста, П.-Э. Руммо, Я. Каплинского, 1972)
- для 2-х сопрано, смешанного хора и колокола — «Колокол моей деревни» (1978)
- для двух теноров, двух басов, мужского хора и ансамбля народных инструментов — «Семнадцатая руна „Калевалы“»(1985; новая ред.: 1994)
- для мужского хора и ударных «Ковка Сампо» (1997; новая ред.: 2003)
- для смешанного хора «Последние слова певца» (обработка для мужского хора) (2000; новая ред.: 2002)

#### Другое
- музыка к фильмам, спектаклям драматического театра.

### Фильмография

#### Композитор
- 1962 — Под одной крышей
- 1966 — Акварели одного лета (короткометражный)
- 1968 — Лесная легенда
- 1970 — Весна
- 1971 — Свободны, как птицы
- 1974 — Кровавый Джон (анимационный)
- 1975 — Песня весне (анимационный)
- 1975 — Школа господина Мауруса
- 1976 — Лето
- 1978 — Зимний отпуск
- 1980 — Рождество в Вигала
- 1981 — Суровое море
- 1990 — Осень

#### Актёр
- 1971 — Свободны, как птицы — Папп